# Rádio Voz Entroncamento
A Rádio Voz Entroncamento, também conhecida por RVE, é uma rádio local de Portugal, pertencente ao grupo da Província Portuguesa da Sociedade Salesiana, com estúdio a emitir da cidade do Entroncamento.

## Empresa
R.V.E. Sociedade Radiofónica, Unipessoal, Lda. propriedade das Edições Salesianas.

## Emissão
A RVE emite na frequência 105,7 FM, com designação de emissão 264KF9EHF.
RDS: RADIOVOZ
Licença ANACOM: 20238
Potência:1000W

## Cobertura
Esta estação tem uma cobertura que cobre parcialmente o distrito de Santarém, abrangendo vários Concelhos, tendo como epicentro o Entroncamento.

## História
A rádio surgiu no dia 11 de Novembro 1988, mas só começou a emitir regularmente em 1989.  
Em 2012 foi adquirida pela Província Portuguesa da Sociedade Salesiana e pelas Edições Salesianas, tendo em 2018 sido todo adquirido pelas Edições Salesianas.[1] 

## Moradas
SEDE: Rua Saraiva de Carvalho 275
1399-020 Lisboa

ESTÚDIOS : 
Rua Primeiro de Maio 15, Loja 3
2330-089 Entroncamento

## Programas
- TERÇO
- ENTREJAZZ
- BOM DIA
- PARADA DA PARÓDIA
- DESLIGA ISSO E VEM JANTAR!!!
- OPINIÃO POLÍTICA
- TEMPO DE SOL
- GINÁSTICA SÉNIOR
- 5 MINUTOS DR. ANTÓNIO SANTOS
- ÂNGELUS

- AGENDA CULTURAL
- TEMPO DE POESIA
- BOA NOITE
- PARQUE AMBIENTAL
- QUE CENA!!!
- HORA BIBLIOFONIA
- VIAGEM RUMO AO ESPAÇO
- ESPAÇO SAÚDE
- LEGIÃO DA BOA VONTADE
- MAGAZINE
- EUCARISTIA
- CAMINHO DE EMAÚS
- AGENDA CULTURAL
- AJUDA À IGREJA QUE SOFRE
- DIVULGARTE
- M.O.T MÚSICA DE OUTROS TEMPOS
- CANÇÃO DE COIMBRA